# State Farm Women's Tennis Classic 2001 - Doppio
Il doppio del torneo di tennis State Farm Women's Tennis Classic 2001, facente parte del WTA Tour 2001, ha avuto come vincitrici Lisa Raymond e Rennae Stubbs che hanno battuto in finale Kim Clijsters e Meghann Shaughnessy, che non hanno potuto giocare.

## Teste di serie
1. Lisa Raymond /  Rennae Stubbs (campionesse)
2. Cara Black /  Elena Lichovceva (primo turno)
3. Els Callens /  Katie Schlukebir (primo turno)
4. Sonya Jeyaseelan /  Kimberly Po (primo turno)

## Tabellone

### Legenda
| - Q = Qualificato - WC = Wild card - LL = Lucky loser | - ALT = Alternate - SE = Special Exempt - PR = Protected Ranking | - w/o = Walkover - r = Ritirato - d = Squalificato |